# Calymperes nicaraguense
Calymperes nicaraguense är en bladmossart som beskrevs av Ferdinand François Gabriel Renauld och Jules Cardot 1895. Calymperes nicaraguense ingår i släktet Calymperes och familjen Calymperaceae. Inga underarter finns listade i Catalogue of Life.